# Groenbladia taylori
Groenbladia taylori là một loài Song tinh tảo trong họ Desmidiaceae, thuộc chi Groenbladia.